# Potlatch
Potlatch — бесплатный программный инструмент для редактирования геоданных OpenStreetMap с помощью Adobe Flash. Это один из двух редакторов, встроенных непосредственно в веб-сайт OpenStreetMap.
Potlatch 2 требует наличия веб-браузера с установленной как минимум 8-й версией плагина Flash. Он продолжает активно поддерживаться.

## История
Potlatch 1 был выпущен в середине 2006 года и являлся редактором по умолчанию на основном сайте OpenStreetMap до тех пор, пока в апреле 2011 года не был заменен на Potlatch 2. Название Potlatch произошло от названия информационного бюллетеня художественного коллектива Lettrist International.
Летом 2010 года была опубликована альфа-версия программы Potlatch 2, полностью переработанная. В декабре 2010 года Potlatch 2 был выпущен для общего пользования. После того, как Microsoft предоставила OpenStreetMap разрешение использовать для трассировки аэрофотоснимки из своего сервиса Bing Maps, Potlatch 2 был расширен для отображения этих снимков в фоновом режиме.
iD (текущий редактор по умолчанию на главном сайте OpenStreetMap), в свою очередь, является повторной реализацией архитектуры Potlatch 2 в JavaScript.